# 걸스 온 탑 2
《걸스 온 탑 2》(독일어: Madchen, Madchen 2 - Loft Oder Liebe)는 독일에서 제작된 페터 게르지나 감독의 2004년 코미디 영화이다. 디아나 암프트 등이 주연으로 출연하였다.

## 출연

### 주연
- 디아나 암프트: 잉켄(Inken) 역
- 카롤리네 헤르푸르트: 레나(Lena) 역

### 조연
- 야스민 게라트: 루시(Lucy) 역
- 막스 리멜트: 플린(Flin) 역
- 제바스티안 슈트뢰벨: 제바스티안(Sebastian) 역
- 막스 폰 툰: 요한(Johan) 역
- 플로리안 다비트 피츠: 루카스(Lukas) 역
- 지몬 페어회벤: 파울(Paul) 역
- 나디아 페트리: 베아트리체(Beatrice) 역

## 기타
- 미술: 요제프 상크트요한저